# Copa de Grecia 2013-14
La Copa de Grecia 2013/14 es la 71.ª edición de esta competición anual de la Copa de Grecia. Inicia el 14 de septiembre de 2013 con la primera ronda. El campeón vigente es el Olympiacos FC que venció al Asteras Tripolis FC por 3-1 en la edición anterior.

## Calendario
Las diferentes rondas fueron programadas de la siguiente forma:
- Primera ronda: 14 al 18 de septiembre de 2013
- Segunda ronda: 25 y 30 de septiembre de 2013
- Tercera ronda:
- Cuartos de final:
- Semifinal:
- Final:

## Primera ronda
| 14 de septiembre | Iraklis Psachna FC                                | 2 - 1   | Panegialios FC     | Dimotiko Stadio, Pschna        |                                |
|                  | Tawonga Chimodzi 34' · Panagiotis Bakomitros 116' | Reporte | 73' Giannis Goumas | Árbitro(s): Nikos Papageorgiou | Árbitro(s): Nikos Papageorgiou |

| 14 de septiembre | Apollon Kalamarias FC | 3 - 0   | Zakynthos | Apollon Kalamaria Stadium, Kalamaria |  |
|                  |                       | Reporte |           |                                      |  |

| 14 de septiembre | Olympiakos Volou                       | 2 - 0   | Panachaiki GE | Stadio Volou, Volou |  |
|                  | Mario Gourma 8' · Giannis Katsikis 88' | Reporte |               |                     |  |

| 15 de septiembre | Fokikos FC                                       | 2 - 1   | Acharnaikos FC      | Dimotiko Stadio Itea, Itea    |                               |
|                  | Nektarios Skaribas 67' · Dimosthenis Tzekos 114' | Reporte | 9' Patrick Ogunsoto | Árbitro(s): Angelos Evangelou | Árbitro(s): Angelos Evangelou |

| 15 de septiembre | Vyzas FC                    | vs.     | Chania FC                                       | Gipedo Megaron Stadium, Megara    |                                   |
|                  | Panagiotis Stamogiannos 50' | Reporte | 25' Konstantinos Manolas · 54' Sotirios Tsatsos | Árbitro(s): Christos Andronikidis | Árbitro(s): Christos Andronikidis |

|  |  | vs. |

|  |  | vs. |

|  |  | vs. |

|  |  | vs. |

|  |  | vs. |

|  |  | vs. |

|  |  | vs. |

|  |  | vs. |

|  |  | vs. |

## Segunda ronda
|  |  | vs. |